# Halbrohr József: Élettörténetem
Halbrohr József Élettörténetem című könyve a MILKO Egyesület gondozásában, 2015-ben Szabadkán jelent meg. A kiadványt 2016. január 21-én Budapesten, a Róth Miksa Emlékházban, májusban pedig Szabadkán mutatták be. A könyvből részletet közölt a Szombat című zsidó politikai és kulturális folyóirat.
Halbrohr József 1895-ben Halbrohr Adolf fiaként a város legelőkelőbb családjainak egyikébe született bele. A kiegyezést követő boldog békeidők egyik utolsó gyermeke, amikor Szabadka a Magyar Királyság harmadik legnagyobb városa, amikor a szabadkai zsidóság – kihasználva a recepciós és emancipációs törvényeket – látványos fejlődésnek indult. Az I. világháborúban tisztként szolgált, ennek ellenére a II. világháborúban munkaszolgálatra hívták be, családját deportálták. Annak ellenére, hogy holokauszttúlélő volt, a titói Jugoszlávia vele sem kivételezett: államosították házát, földjét. Volt időszak, amikor egykori házának gazdasági épületében volt kénytelen élni, s a szövetkezesítésből sem tudott kimaradni. Államok váltották egymást, de ő mindvégig megmaradt szabadkainak. Ez a kiadvány egy szabadkai polgár életének eseményeit mutatja be, melynek hátterét a család, a város, és a régió történelme adja. Halbrohr József visszaemlékezéseit a nagyapját sohasem látó két unoka: Halbrohr Nataniel és Dávid adja közre. A kötetben a saját élettörténet mellett a család és a város XX. századi története is felelevenedik, ahogy az általuk építtetett épületek történetei is.

## Recenziók
„Halbrohr József idős korában vállalkozott arra, hogy gyerekeinek megírja életútját, amelynek a végső olvasata az, hogy az ember határtalan szorgalmának köszönve, némi furfanggal a leggyalázatosabb körülmények között is megőrizheti méltóságát. Alaposan „megtréfálta” őt a történelem, nagy időknek volt a tanúja: a XX. század világformáló eseményeit kellett átélnie: vidéki kisvárosban zsidóként, abban a városban, ahol a családjának meghatározó szerepe volt Szabadka XX. századi felemelkedésében. Az első világháború után az impériumváltást követően, kettős kisebbségi kötődésben, zsidóként és magyarként nem volt könnyű talpon maradnia, a szerző fölnőtté válásának ideje volt ez. Az emlékiratokban felelevenedik előttünk a huszadik század első harmadának Szabadkája, a Halbrohr család útkeresése a megváltozott körülmények között. Az emlékirat írója kemény ember volt és következetes; mentes a szentimentalizmustól, hűvös tárgyilagossággal meséli el a kisváros, a család eseményeit, házassága történetét, a helyenkénti kiszólásaiból fedezhetjük fel határtalan szeretetét édesanyja és felesége iránt. Hűvös tárgyilagossággal számol be a II. világháború történéseiről, a szabadkai gettóról, arról, hogyan sikerült elkerülniük a deportálást, megmenekülésük történetét. Az élet kegyetlen fintora volt, hogy a felszabadulás sem hozta el a boldog békeidőket, a család tagjai nem lettek Szabadka megbecsült polgárai, az új rendszerben osztályidegennek számított, maradék vagyonuktól ismét megfosztják, az új világrendben saját birtokát állami alkalmazottként, agronómusként igazgatja, innen vonul nyugdíjba.”

– Dévavári Beszédes Valéria

„Rejtély, hogy miért született meg ez az írás. Apa említette, hogy ír életrajzot, de az okáról nem mondott semmit. Nem is ajánlotta, hogy olvassuk el, míg élt, talán az eljövendő unokáinak írta a könyvet. Nem volt panaszkodó és depresszív típus, semmilyen politikai állásfoglalást nem gyakorolt. Így utólag úgy gondolom, helyes döntés volt a könyv kiadása, köszönettel tartozom a szerkesztőnek, hogy rábeszélt.” (Halbrohr Tamás)

## Kiadása
- Halbohr József: Élettörténetem; szerk. Negyela László Márk; Milko Egyesület, Szabadka, 2015 (Így éltünk Szabadkán)